# Новобобровское
Новобобро́вское или Новобобровка (до 1945 года Бага́; укр. Новобобрівське, крымскотат. Bağa, Багъа) — село в Балаклавском районе города федерального значения Севастополя, входит в Орлиновский муниципальный округ (согласно административно-территориальному делению Украины — Орлиновского сельсовета Севастопольского горсовета).

## География
Село расположено в северной части Байдарской долины, у подножия Главной гряды Крымских гор, на речке Бага, правом притоке одной из крупнейших рек Крыма Чёрной, высота центра села над уровнем моря 314 м. Через село проходит автодорога 67Н-5 Родниковское — Передовое (по украинской классификации — Т-2712), соседние сёла: Передовое в 1,5 км на северо-запад и Россошанка — в 1,7 км южнее.

## Население
| 2001 | 2011 | 2014 |
| ---- | ---- | ---- |
| 296  | ↗369 | ↘247 |

Численность населения по данным переписи населения по состоянию на 14 октября 2014 года составила 247 человек, по данным сельсовета на 2012 год — 300 человек.
Динамика численности
| - 1805 год — 65 чел. - 1864 год — 98 чел. - 1889 год — 317 чел. - 1892 год — 153 чел. - 1902 год — 218 чел. - 1915 год — 204/141 чел. - 1925 год — 492 чел. - 1926 год — 563 чел. - 1939 год — 592 чел. | - 1944 год — 738 чел. - 1953 год — 160 чел. - 1954 год — 178 чел. - 1989 год — 278 чел. - 1995 год — 369 чел. - 2001 год — 296 чел. - 2009 год — 310 чел. - 2012 год — 300 чел. - 2014 год — 247 чел. |

## Современное состояние
Площадь, занимаемая селом, 41,1 гектара, на которой в 109 дворах, по данным сельсовета на 2009 год, числилось 310 жителей.
В селе действует клуб-филиал «Орлиновского центра культуры и досуга». С Севастополем и другими населёнными пунктами города село связано автобусным сообщением.

## История
Письменных свидетельств ранней истории Баги не сохранилось, известно, что село древнее, что было обжито таврами ещё в IV—III веках до нашей эры — от тех времён сохранились каменные ящики (Таш-Кой — Каменная деревня), или Новобобровский могильник, а само название не переводится ни с одного из известных языков и некоторые исследователи приписывают его происхождение тем же таврам. Остатки постоянного поселения датируются V—VII веками нашей эры. В средние века селение входило сначала в зону влияния, а затем и в состав христианского княжества Дори — Феодоро. Существует версия, что селение, в XIII—XV веках, входило в вотчину владетеля феодального замка, известного в литературе под именем Исарчик (Сарджик)), находившегося на мысе Биюк-Кармызы на южной стороне Чернореченского каньона(по мнению других историков — могло входить в состав Чембальского консульства Капитанства Готия).
После разгрома Кафы османами в 1475 году селение включили в Мангупский кадылык санджака Кефе (до 1558 года, в 1558—1774 годах — эялета) империи. Впервые в исторических документах встречается в материалах переписи населения Кефинского санджака 1520 года, согласно которой в селении Боджаган числилось 12 полных православных семей и 4 — вдовьих, а также 4 мусульманских
семьи и 1 взрослый холостяк. В XVI веке на южном побережье Крыма начинает распространяться ислам — по налоговым ведомостям 1634 года из селения выселились жители 2 последних немусульманских дворов (в Агутку и Карань). Документальное упоминание селения встречается в «Османском реестре земельных владений Южного Крыма 1680-х годов», согласно которому в 1686 году (1097 год хиджры) Бага входил в Мангупский кадылык эялета Кефе. Всего упомянуто 57 землевладельцев, все мусульмане, владевших 2931,5 дёнюмами земли. После обретения ханством независимости по Кючук-Кайнарджийскому мирному договору 1774 года «повелительным актом» Шагин-Гирея 1775 года селение было включено в Крымское ханство в состав Бакчи-сарайского каймаканства Мангупскаго кадылыка, что зафиксировано и в Камеральном Описании Крыма… 1784 года (как Багат).
После присоединения Крыма к России (8) 19 апреля 1783 года, (8) 19 февраля 1784 года, именным указом Екатерины II сенату, на территории бывшего Крымского Ханства была образована Таврическая область и деревня была приписана к Симферопольскому уезду. Перед Русско-турецкой войной 1787—1791 годов производилось выселение крымских татар из прибрежных селений во внутренние районы полуострова, в ходе которого в Багу было переселено 90 человек. В конце войны, 14 августа 1791 года всем было разрешено вернуться на место прежнего жительства. После Павловских реформ, с 1796 по 1802 год, входила в Акмечетский уезд Новороссийской губернии. По новому административному делению, после создания 8 (20) октября 1802 года Таврической губернии, Бага была включена в состав Махульдурской волости Симферопольского уезда.
По Ведомости о всех селениях в Симферопольском уезде состоящих с показанием в которой волости сколько числом дворов и душ… от 9 октября 1805 года, в деревне Бага числилось 19 дворов и 65 жителей, исключительно крымских татар. На военно-топографической карте генерал-майора Мухина 1817 года деревня Бага обозначена с 14 дворами. После реформы волостного деления 1829 года Багу, согласно «Ведомости о казённых волостях Таврической губернии 1829 года», отнесли к Байдарской волости.
Именным указом Николая I от 23 марта(по старому стилю) 1838 года, 15 апреля был образован новый Ялтинский уезд и деревню передали в состав Байдарской волости Ялтинского уезда. На карте 1842 года Бога обозначена с 82 дворами. Во время Крымской войны 1853—1856 годов в деревне располагался один из лагерей французских войск, атакованный уже после оставления города, в ноябре 1856 года, отрядом под командованием полковника И. Д. Оклобжио.
В 1860-х годах, после земской реформы Александра II, деревня осталась в составе преобразованной Байдарской волости. Согласно «Списку населённых мест Таврической губернии по сведениям 1864 года», составленному по результатам VIII ревизии 1864 года, Бага — казённая татарская и русская деревня с 27 дворами, 98 жителями и мечетью у подошвы горы Кутарши. На трёхверстовой карте Шуберта 1865—1876 года в деревне Бага обозначено 18 дворов. На 1886 год в деревне Баго при ручье Ланикест, согласно справочнику «Волости и важнѣйшія селенія Европейской Россіи», проживало 199 человека в 24 домохозяйствах, действовали мечеть и лавка. По «Памятной книге Таврической губернии 1889 года», по результатам Х ревизии 1887 года, в деревне Бага числился 61 двор и 317 жителей. На верстовой карте 1889—1890 года в деревне Бага обозначено 40 дворов с татарским населением.
После земской реформы 1890 года деревня осталась в составе преобразованной Байдарской волости. По «Памятной книге Таврической губернии 1892 года», в деревне Бага, входившей в Саватское сельское общество, числилось 153 жителя в 26 домохозяйствах, владевших на правах личной собственности 416 десятинами земли. По «…Памятной книжке Таврической губернии на 1902 год» в деревне Бага, входившей в Саватское сельское общество, числилось 218 жителей в 26 домохозяйствах. По Статистическому справочнику Таврической губернии. Ч.II-я. Статистический очерк, выпуск восьмой Ялтинский уезд, 1915 год, в деревне Бага Байдарской волости Ялтинского уезда числился 161 двор (105 дворов с землёй, 56 — безземельные) с татарским населением в количестве 204 человек приписных жителей и 141 — «посторонних», из которых 184 мужчины и 161 женщина. Жители владели 310 десятинами удобной земли. В хозяйствах имелось 72 лошади, 67 волов, 73 коровы и 603 головы овец, свиней, или коз.
После установления в Крыму Советской власти, по постановлению Крымревкома от 8 января 1921 года была упразднена волостная система и село вошло в состав Севастопольского уезда. 21 января 1921 года на территории Севастопольского уезда был создан Балаклавский район, в который, в составе Байдарского сельсовета, вошла Бага. По одним сведениям, Байдарский район был образован в декабре 1921 года, по другим источникам — район был образован постановлением Крымского ЦИК и СНК 4 апреля 1922 года — Багу переподчинили новому району. В 1922 году уезды получили название округов. 11 октября 1923 года, согласно постановлению ВЦИК, в административное деление Крымской АССР были внесены изменения, в результате которых был создан Севастопольский район и село включили в его состав. 10 сентября 1925 года, решением собрания граждан сельсовета, был разукрупнён Байдарский сельсовет и создан Уркустинский, в который также входило село Бага. Население Баги на 1925 год составило 492 человека. Согласно Списку населённых пунктов Крымской АССР по Всесоюзной переписи 17 декабря 1926 года, в селе Бага, центре Багинского сельсовета Севастопольского района, числилось 130 дворов, из них 128 крестьянских, население составляло 563 человека, из них 558 татар, 2 русских, 2 украинцев, 1 записан в графе «прочие», действовала татарская школа I ступени (пятилетка). На основании постановления Крымского ЦИКа от 15 сентября 1930 года был вновь создан Балаклавский район, теперь как татарский национальный и Багу включили в его состав.
В 1944 году, после освобождения Крыма от фашистов, согласно Постановлению ГКО № 5859 от 11 мая 1944 года, 18 мая крымские татары были депортированы в Среднюю Азию. На май того года в селе учтён 738 жителей (165 семей), из них 737 крымских татар и 1 русский, было принято на учёт 123 дома спецпереселенцев. По другим данным из Баги (колхоз «Пмять Ленина») выселено 123 семьи, в селе оставалось 14 семей. 12 августа 1944 года было принято постановление № ГОКО-6372с «О переселении колхозников в районы Крыма», по которому из Воронежской области РСФСР в Балаклавский район планировалось переселить 6000 колхозников — конкретно в село 141 семья и в сентябре 1944 года в район уже прибыли 8470 человек (с 1950 года в район стали приезжать колхозники из Сумской области УССР). Указом Президиума Верховного Совета РСФСР от 21 августа 1945 года Бача была переименована в Ново-Бобровское и Бачинский сельсовет — в Ново-Бобровский. С 25 июня 1946 года Ново-Бобровское в составе Крымской области РСФСР На 1 августа 1952 года сельсовет был уже упразднён и село входило в состав Передовского. По состоянию на 1 января 1953 года в селе было 51 хозяйство колхозников (160 человек) и 6 хозяйств рабочих и служащих (8 человек). К 1954 году Новобобровский сельсовет упразднили, слив с Передовским и на тот год в Новобобровском числилось 53 хозяйства и 178 жителей. 26 апреля 1954 года Севастополь, в составе Крымской области, был передан из состава РСФСР в состав УССР. 24 апреля 1957 года был упразднён Балаклавский район и село передано в состав Куйбышевского района Крымской области. Время упразднения сельсовета пока не установлено: на 15 июня 1960 года село уже числилось в составе Родниковского. Указом Президиума Верховного Совета УССР «Об укрупнении сельских районов Крымской области», от 30 декабря 1962 года Куйбышевский район упразднили и Новобобровское передали в Бахчисарайский район, тогда же его включили в Орлиновский сельсовет. 1 января 1965 года, указом Президиума ВС УССР «О внесении изменений в административное районирование УССР — по Крымской области». На 1968 год Колхозное подчинили Орлиновскому сельсовету. С 21 марта 2014 года в составе Севастополя аннексировано Россией.